# NGC 5536
NGC 5536 est une galaxie spirale barrée située dans la constellation du Bouvier. Sa vitesse par rapport au fond diffus cosmologique est de 6 011 ± 12 km/s, ce qui correspond à une distance de Hubble de 88,7 ± 6,2 Mpc (∼289 millions d'al). NGC 5536 a été découverte par l'astronome germano-britannique William Herschel en 1788.
La classe de luminosité de NGC 5536 est I.